# Draba yukonensis
Draba yukonensis là một loài thực vật có hoa trong họ Cải. Loài này được A.E.Porsild mô tả khoa học đầu tiên năm 1974.